# Vyvolený (film)
Vyvolený (v anglickém originále Unbreakable) je americký filmový thriller z roku 2000. Režisérem filmu je M. Night Shyamalan. Hlavní role ve filmu ztvárnili Bruce Willis, Samuel L. Jackson, Robin Wright, Spencer Treat Clark a Charlayna Woodard.

## Obsazení
| Bruce Willis        | David Dunn     |
| Samuel L. Jackson   | Elijah Price   |
| Robin Wright        | Audrey Dunn    |
| Spencer Treat Clark | Joseph Dunn    |
| Charlayne Woodard   | paní Price     |
| Laura Regan         | 20letá Audrey  |
| Eamonn Walker       | Dr. Mathison   |
| M. Night Shyamalan  | drogový dealer |